# Nemoria arizonaria
Nemoria arizonaria là một loài bướm đêm trong họ Geometridae.